# A Cinza das Horas
A Cinza das Horas foi o primeiro livro de poesia do escritor brasileiro Manuel Bandeira, publicado em 1917.
Marcado pelo tom fúnebre, em virtude da doença do autor, contém poemas parnasiano-simbolistas.
Ao publicar A Cinza das Horas, Bandeira não intencionava começar uma carreira literária, mas sim "dar-se a ilusão de não viver inteiramente ocioso", como disse depois.
O eu-lírico vivencia o ato de morrer à medida que descreve sua agonia.